# 繊維及び繊維製品（衣類を含む。）に関する協定
繊維及び繊維製品（衣類を含む。）に関する協定（せんいおよびせんいせいひん（いるいをふくむ。）にかんするきょうてい、Agreement on Textiles and Clothing、通称繊維協定）は、 ウルグアイラウンドにおける繊維製品分野の交渉の結果として、1994年に世界貿易機関を設立するマラケシュ協定（WTO設立協定）の不可分の一部をなす附属書として作成され、1995年に発効した条約である。日本法においては、国会承認を経た「条約」であるWTO設立協定（日本国政府による法令番号は、平成6年条約第15号）の一部として扱われる。

## 概要
繊維協定は、WTO設立協定の附属書1Aに属する一括受託協定である。
繊維貿易分野は、1962年に綿製品長期取極（LTA）、及び1974年にこれを改訂した多角的繊維取極（MFA：Multi-Fibre Arrangement）によりガットとは別の規律に服してきたが、輸入制限等によりガットの原則から大きく乖離していたため、10年間の経過期間をかけて段階的にガットの規律の下に統合し、繊維貿易の自由化を図ることでウルグアイラウンドにおいて合意が成立した。
繊維協定はこの合意内容を規定するものであり、3段階にわけて統合が行われた。そのためこの協定は10年間の期限付きで、かつ延長はされないこととなっており、予定どおり2005年1月1日に終了した。